# Walter Körte (Architekt)
Walter Körte (* 14. August 1893 in Magdeburg; † 10. August 1972 in Freiburg im Breisgau) war ein deutscher Architekt, der in Frankfurt am Main und Freiburg im Breisgau praktizierte und dort Geschäftshäuser, Krankenhäuser, Pflegeheime, eine Kirche und zahlreiche Privathäuser hinterließ. Zeitweilig war er auch als Baubeamter und als Hochschullehrer tätig.

## Leben
Nach dem Besuch des humanistischen Gymnasiums in Stettin nahm Walter Körte 1914 das Studium der Architektur an der Technischen Hochschule (Berlin-)Charlottenburg auf. Im Ersten Weltkrieg meldete er sich zur Pilotenausbildung und kam 1917 an die Westfront in Frankreich. Als der Krieg beendet war, setzte Körte sein Studium an der Technischen Hochschule Stuttgart fort. Er kam in die Meisterklasse von Paul Bonatz und arbeitet in dessen Büro, wo er sowohl durch praktische Tätigkeit als auch durch Teilnahme an einer Studienreise nach Italien erste Erfahrungen sammeln und an interessanten Aufgaben mitwirken konnte.
1925 wurde er Stadtbaurat im Hochbauamt der Stadt Frankfurt. Seine städtischen Aufgaben verband er bald mit der Gründung eines eigenen Architekturbüros. Sein wichtigster Mitarbeiter und späterer Freund wurde Ernst May, mit dem er erfolgreich an Ausschreibungswettbewerben teilnahm und Schulen, ein Krankenhaus sowie Privathäuser bauen konnte.
Im Jahr 1930 wurde Körte Dozent für Entwerfen an der Technischen Hochschule Stuttgart, 1931 dort  außerordentlicher Professor. Als er wegen der Entwicklung im nationalsozialistischen Staat einen Eintritt in die NSDAP ablehnte und die folgende ständige Stimmungsmache nicht länger ertrug, legte er 1934 die Professur nieder und kehrte Stuttgart den Rücken. 1935/36 war er Chefarchitekt für den Aufbau des Flughafens in Oldenburg (Oldb). Von 1936 bis 1945 war er als Referent im Reichsluftfahrtministerium in Berlin für Entwurf und Bau sämtlicher Luftwaffenlazarette verantwortlich. Am 30. November 1937 beantragte er die Aufnahme in die NSDAP und wurde rückwirkend zum 1. Mai desselben Jahres aufgenommen (Mitgliedsnummer 5.917.585). Kurz vor Ende des Zweiten Weltkrieges verließ er Berlin und zog nach Freiburg, wo er ab Juni 1945 bis zu seinem Tode als freier Architekt tätig war.
Zu seinen Schülern gehörte auch Werner Gabriel.
Walter Körte hatte einen Bruder, Hugo Körte, der sich als Maler und Glaskünstler einen Namen machte, und war mit einer gebürtigen Karlsruherin verheiratet. Aus der Familie gingen eine Tochter Barbara (* 1938) und ein Sohn Klaus (1939–2016) hervor.

## Bauten

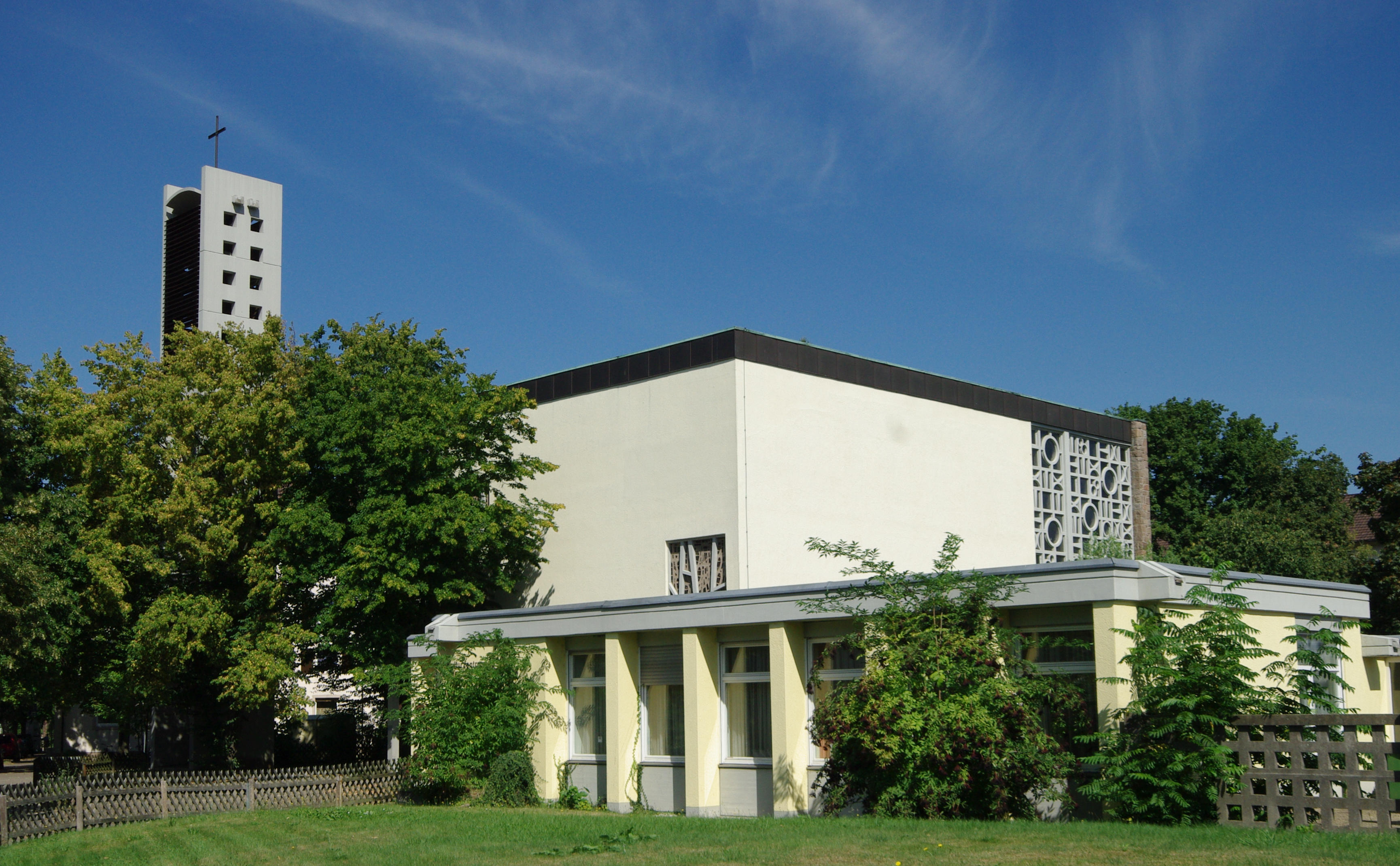
Thomaskirche in Freiburg-Zähringen

- 1929: Röntgeninstitut für das Städtische Krankenhaus Frankfurt-Sachsenhausen[4]
- 1933: ein Haus in der Kochenhofsiedlung in Stuttgart[5]
- 1945–1949: Wiederaufbau der Institutsgebäude der Universität Freiburg
- 1958–1959: Thomaskirche in Freiburg-Zähringen[6]
Die Fenster dieser Kirche wurden von Walter Körtes jüngerem Bruder Hugo gestaltet.[7]
- 1961–1962: Matthias-Claudius-Kapelle in Freiburg-Günterstal[8]

sowie
- Altenwohnheim des Evangelischen Stifts in Freiburg
- Lehrlings-, Mädchen-, Alten-, Kinderheime
- Krankenhäuser (Emmendingen, Breisach)
- zahlreiche Privathäuser